# Вежа Сююмбіке
Вежа Сююмбіке  (тат. Сөембикә манарасы, Sөyembikə manarası) — дозорна (сторожова) вежа в Казанському кремлі, Казань.
Вежа Сююмбіке відноситься до «падаючих» башт (як, наприклад, Пізанська вежа), оскільки має помітний нахил на північний схід. На даний момент відхилення її шпиля від вертикалі становить 1,98 м.
Вежа орієнтовно датується 1645—1650 роком. Прихильники гіпотези виникнення вежі після 1552 року як дозорної вказують на схожість вежі Сююмбіке з Боровицькою вежею Московського кремля. Відомий казанський краєзнавець, професор Казанського Імператорського університету Н. П. Загоскін в XIX столітті вважав питання з датуванням вежі відкритим і схилявся до версії її виникнення в ханський період. Можливо, вежа була побудована в період правління хана Шах-Алі, який встановив добрі відносини з московським князем. Висловлюються припущення, що московський князь міг надіслати для побудови вежі в Казань майстрів, які будували Московський кремль, що і могло в підсумку позначитися на схожості вежі Сююмбіке з Боровицькою.

## Джерела

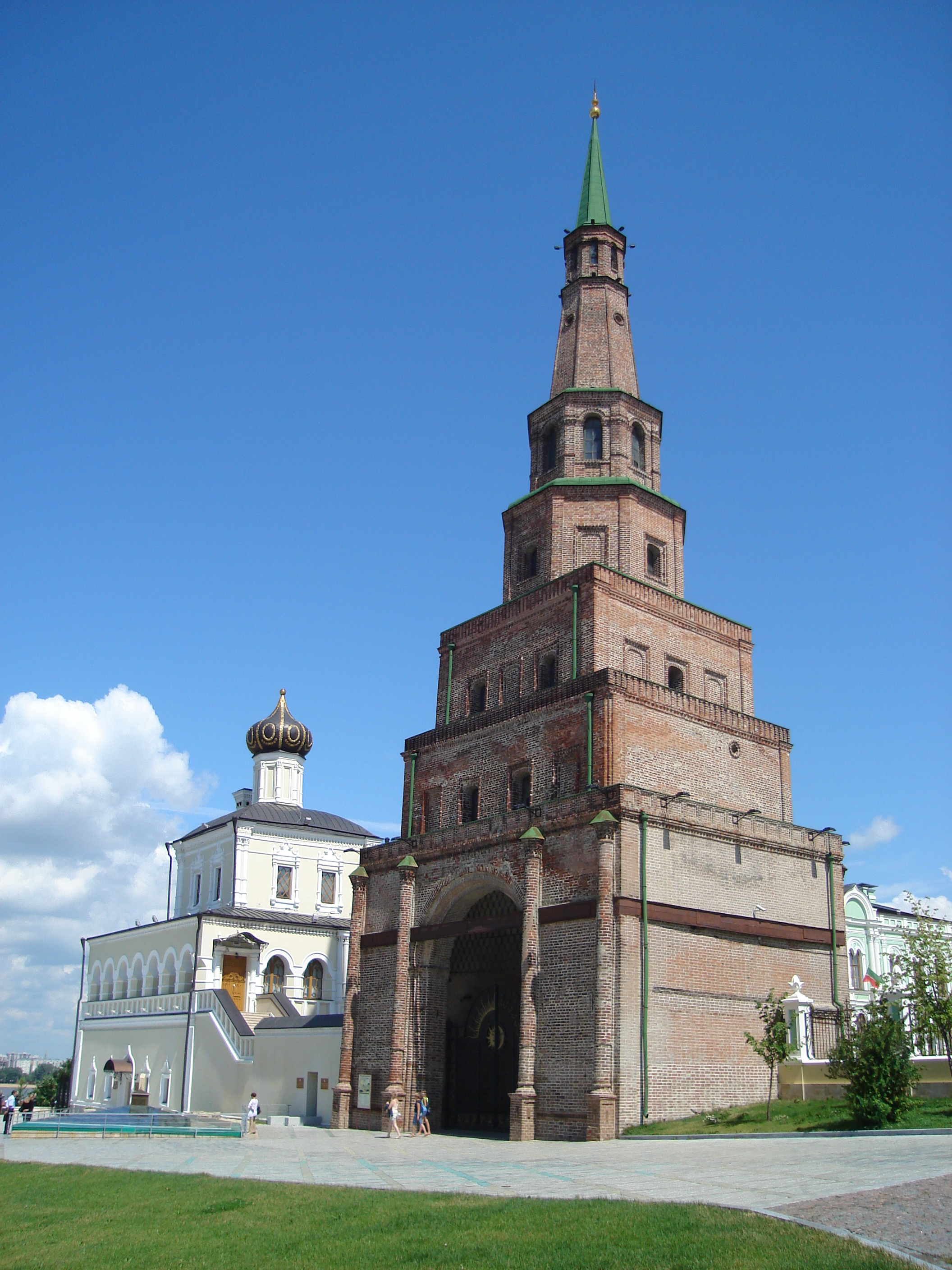
Вежа Сююмбіке та Двірцева церква